# Kanton Nouzonville
Nouzonville is een voormalig kanton van het Franse departement Ardennes. Het kanton maakte deel uit van het arrondissement Charleville-Mézières.
Het kanton werd begin 2015 opgeheven. De gemeenten Gespunsart en Neufmanil werden toegevoegd aan het kanton Villers-Semeuse, Joigny-sur-Meuse aan het kanton Bogny-sur-Meuse en Nouzonville zelf aan het nieuwgevormde kanton Charleville-Mézières-2.

## Gemeenten
Het kanton Nouzonville omvatte de volgende gemeenten:
- Gespunsart
- Joigny-sur-Meuse
- Neufmanil
- Nouzonville (hoofdplaats)